# Bärebergs kyrkby
Bärebergs kyrkby är kyrkbyn i Bärebergs socken  i Essunga kommun i Västra Götalands län. Bärebergs kyrkby klassades som småort 2000 men ej 2005, och åtr 2023-
hade 2000 55 invånare och en yta av 19 hektar, men 2005 hade befolkningen sjunkit under 50 invånare varvid SCBs klassning som småort upphörde.
I Bärebergs kyrkby ligger Bärebergs kyrka.